# Gaetano Lama
Gaetano Lama (Napoli, 28 febbraio 1886 – Napoli, 27 marzo 1950) è stato un compositore italiano.

## Biografia
Figlio di Giuseppe e di Amalia Avitabile, studiò musica con Francesco Cinque e frequentò costantemente le "periodiche", feste organizzate dalle famiglie della buona borghesia napoletana, dove si esibì come inventore di musiche da ballo.
A partire dal 1910 lavorò presso la Casa Editrice La Canzonetta, fondata nel 1904 da Francesco Feola e Giuseppe Capolongo, e diretta, dal 1917 al 1923, dal poeta Libero Bovio, con il quale ebbe una collaborazione particolarmente proficua, creando capolavori come Canzone 'e surdate (1915), Reginella (1917),  'A serenata (1917),  Cara piccina! (1917), 'O mare canta (1919) e Silenzio cantatore (1922).
In seguito, Lama compose con Francesco Fiore Connola d'ammore (1929) e Tutta pe' me (1930), con Gigi Pisano Penzammo a salute (1928, per il cantante Gennaro Pasquariello), Fresca fresca (interpretata per la prima volta da Elvira Donnarumma nel 1929) e  'A 'Nfrascata (1931, per Ferdinando Rubino), con Salvatore Baratta Beneditto 'o mese austo (1924, interpretata per la prima volta al Teatro Bellini da Laura Colombo),  'A trummetta 'a Vicaria (1925, lanciata da Elvira Donnarumma) e Napule è chino 'e femmene (1927), con Carlo Netti  'O gran pascià (1928) e con Rocco Galdieri Nun 'a saccio (cantata nel 1913 da Pasquariello).
Compose anche canzoni in italiano con il poeta Adolfo Genise: L'addio del bersagliere (1915), La patria è salva (1916), Canta il soldatin (1917), Come le rose (1918), Tic-tì-tic-tà (1920, interpretata per la prima volta da Elvira Donnarumma al Teatro Bellini), Giroflè giroflà (1923), Stornellata fiorentina (1928) e T'aspetto a Napoli (1936).
Nel 1934 fondò la casa editrice La Bottega dei 4, insieme con Bovio, Ernesto Tagliaferri e Nicola Valente.